# Союз ТМА-17
Союз ТМА-17 — російський пілотований космічний корабель, на якому здійснено пілотований політ до Міжнародної космічної станції (МКС). Це був двадцять перший політ космічного апарата серії «Союз» до МКС. Екіпаж корабля увійшов до складу експедицій МКС-22 і МКС-23.

## Екіпаж
- (ФКА) — Олег Котов (2)[1] — командир екіпажу.
- (НАСА) — Тімоті Крімер (1) — бортінженер.
- JAXA — Соїті Ногуті (1) — бортінженер.